# Brigitte Nielsen
Pour les articles homonymes, voir Nielsen.
Brigitte Nielsen, née Gitte Nielsen le 15 juillet 1963 à Rødovre (Danemark), est une actrice, chanteuse, mannequin et productrice de films danoise.
Parmi ses nombreux rôles au cinéma, on peut citer celui de Red Sonja dans le film Kalidor (1985), l'antagoniste dans Le Flic de Beverly Hills 2 (1987) et celui de la Sorcière noire dans la mini-série télévisée La Caverne de la rose d'or (1991-1996).
Brigitte Nielsen a également sorti plusieurs disques en tant que chanteuse, parmi lesquels Every Body Tells A Story et I Am The One...Nobody Else, et fait des apparitions dans plusieurs clips musicaux, notamment Liberian Girl de Michael Jackson et Make me Bad de Korn. Elle a aussi interprété la chanson Misery sur l'album School of Euphoria (2012) du groupe Spleen United.
Dans les années 2000, elle participe à plusieurs émissions de télé-réalité. En 2018, elle reprend son rôle de Ludmilla Drago du film Rocky IV, dans le long métrage Creed 2 (2019).

## Biographie

### Jeunesse et famille
Née au Danemark, de son véritable prénom Gitte, Brigitte Nielsen est la fille de Svend Nielsen, un ingénieur et de Hanne, une bibliothécaire.

### Mannequinat
À l'âge de seize ans, Brigitte Nielsen quitte le Danemark pour commencer une carrière de mannequin international. Elle partage son temps entre Paris, Milan, Berlin et New York (défilant notamment pour Armani, Versace et Gianfranco Ferré). Elle est amenée à travailler avec les photographes Helmut Newton et Greg Gorman , ainsi que les créateurs de mode français Jean-Claude Jitrois et Thierry Mugler. Elle a posé à plusieurs reprises pour le magazine Playboy et en a fait la couverture en décembre 1987. Elle réalise en août 2022 une série de photos pour le magazine Vogue Scandinavia. En 2023, elle défile à Los Angeles pour Balenciaga. Elle pose également pour la campagne Automne-Hiver 2024 de la marque Zalando.

### Cinéma
Après avoir divorcé de son premier époux, le compositeur danois Kasper Winding, Brigitte Nielsen s'installe aux États-Unis. Repérée par le producteur Dino De Laurentiis, elle obtient son premier rôle au cinéma en 1984 dans Kalidor, dont elle partage l'affiche avec Arnold Schwarzenegger. Elle y incarne la guerrière Red Sonja dans cette adaptation du comic américain. Son mariage l'année suivante avec Sylvester Stallone, puis leur divorce au bout de dix-huit mois, en font une personnalité médiatique des années 1980. Elle tourne à ses côtés dans les films Rocky 4 (Rocky IV) (1985) et Cobra (1986), avant de donner la réplique à Eddie Murphy dans Le Flic de Beverly Hills 2 (1987), où elle tient le rôle de la braqueuse de banques Karla Fry. Pressentie pour incarner le personnage du comics She-Hulk au cinéma dans un film réalisé par Larry Cohen, l'actrice apparait toute une série de photos promotionnelles, mais le projet est finalement abandonné.

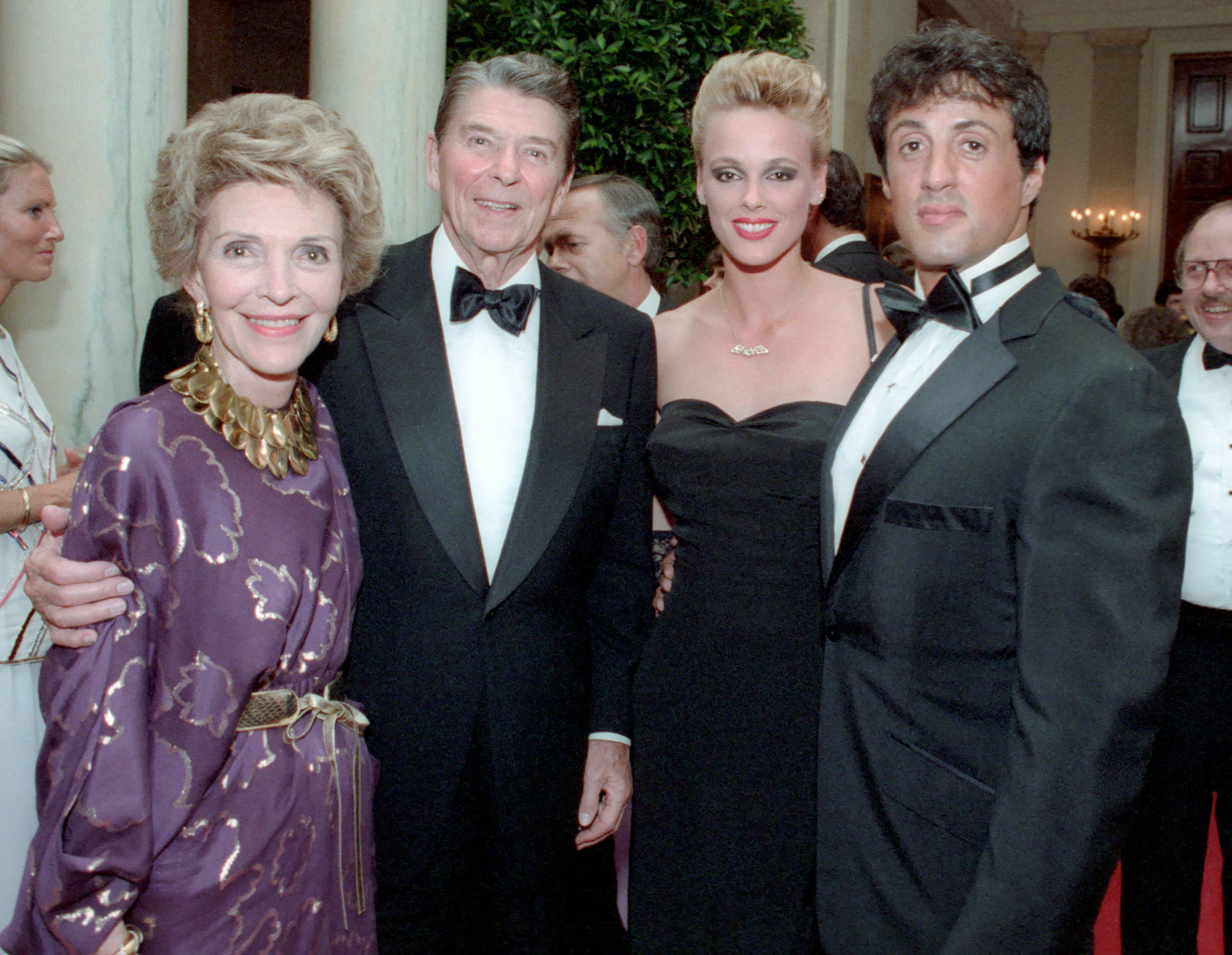
Brigitte Nielsen avec Sylvester Stallone, Ronald et Nancy Reagan à la Maison-Blanche en 1985.

Durant les années 1990 et 2000, elle apparaît dans plusieurs de films de Série B comme 976-Evil II (1991), Police parallèle (1992), Chained Heat : enchaînées (1993), Codename: Silencer (1995), Galaxis (1995), Hostile Environment (1999), ou encore Doomsdayer (2000).
Elle fait également partie de la distribution principale du film d'action produit par The Asylum Mercenaries (2014), aux côtés de Vivica A. Fox, Kristanna Loken et Cynthia Rothrock, dans le rôle de l'antagoniste principale. En 2018 elle est à l'affiche du film Creed 2 au côté de Michael B. Jordan, Dolph Lundgren, ainsi que son ex-mari Sylvester Stallone dans le rôle de Rocky Balboa. Elle reprend le rôle de Ludmilla, qu'elle tenait dans Rocky 4.
En 2022, elle intègre la distribution du thriller The Bricklayer, aux côtés d'Aaron Eckhart et Nina Dobrev.

### Télévision
En 1987, elle anime en Italie l'émission de variétés Festival, puis tient le rôle principal dans le téléfilm de science-fiction 2010, on a tué sur la Lune (Murder on the Moon) (1989), aux côtés de Julian Sands. Elle connaît un regain de notoriété avec la mini-série télévisée italienne à succès La Caverne de la rose d'or (1991-1996), où elle interprète la redoutable Reine Noire, aux côtés d'Alessandra Martines, Kim Rossi Stuart et Ursula Andress. Son personnage était censé disparaître après sa première participation mais, plébiscité, apparaîtra dans tous les épisodes. De 1997 à 2000, elle anime un talk show à la télévision danoise, intitulé Brigitte & Friends. L'émission reçoit diverses personnalités telles que Mia Farrow, Catherine Deneuve  ou Jeremy Irons.
Dans le courant des années 2000,  elle participe à plusieurs émissions de télé-réalité, comme Celebrity Big Brother (où elle se retrouve avec son ex belle-mère, Jackie Stallone). En 2004, elle participe à The Surreal Life, où elle rencontre le rappeur Flavor Flav. Devant l'engouement du public, le duo tient l'année suivante la vedette de l'émission Strange Love. Brigitte Nielsen apparaît également dans l'émission Celebrity Rehab, où elle confie une sévère dépendance à l'alcool. En France, elle participe à La Ferme Célébrités 3, en Afrique. En 2012, elle remporte la victoire dans la version allemande de I'm a Celebrity… Get Me Out of Here!.
Elle apparaît ensuite comme guest-star dans un épisode de la série policière allemande SOKO Stuttgart, puis dans les séries américaines Raising Hope et Portlandia. En 2015, elle lance une émission télévisée au Danemark, intitulée Gitte Talks. En 2022, elle apparaît dans la série The Guardians of Justice, produite par Netflix, dans le rôle de la reine Anubis

### Musique

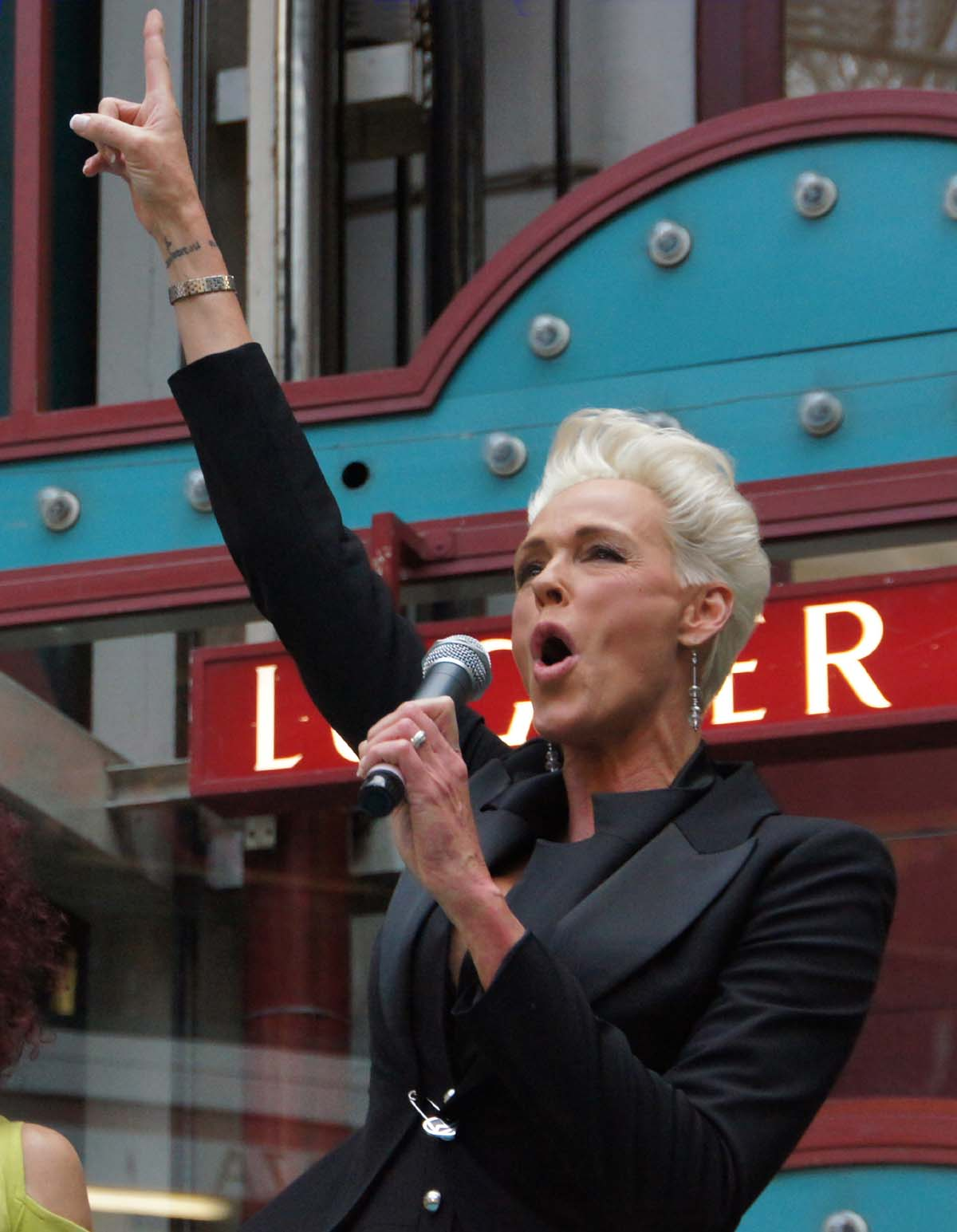
Brigitte Nielsen à Vienne (Autriche), en 2012.

Après un duo avec Falco en 1987 (Body next to Body) Brigitte Nielsen sort un premier album en 1988, Every Body Tells a Story (dont les singles Every body tells a story, Strange Love et Maybe seront dans le top 30 en Italie). En 1989, elle fait une apparition dans le clip Liberian Girl de Michael Jackson. L'année suivante, elle interprète le single  Rockin' like a radio, puis sort un second album en 1992, I Am The One...Nobody Else qui comprend une reprise de My Girl, (My Guy). La chanson Give Me a Chance sera incluse en 1993 dans l'album du groupe The Three Degrees dans leur album Out of the Past into the Future.
Brigitte Nielsen a également sorti plusieurs singles sous le pseudonyme de Gitta, car les producteurs voulaient voir si elle pouvait réussir comme chanteuse sans y accoler son nom. Entre 1999 et 2002, sortent No more turning back, Tic Toc et You're No Lady (en duo avec RuPaul pour ce dernier). Les singles No More Turning Back et You're No Lady ont été dans le top 10 en Espagne. En 2000, on peut la voir dans le clip Make me Bad de Korn, aux côtés d'Udo Kier. Une compilation de ses deux premiers albums Every Body Tells a Story et I Am the One...Nobody Else sort en 2008 sous le titre de Brigitte Nielsen.
En 2012, elle interprète la chanson Misery sur l'album School of Euphoria du groupe Spleen United.

### Vie privée
Brigitte Nielsen s'est mariée à cinq reprises : avec Kasper Winding (1983-1984), Sylvester Stallone (1985-1987), le réalisateur Sebastien Copeland (cousin de l'acteur Orlando Bloom) (1990-1992), le coureur automobile Raoul Meyer (1993-2005) et Mattia Dessi (depuis 2006). Elle a été en couple avec le joueur de football américain Mark Gastineau à la fin des années 1980. 
De ces unions, elle a donné naissance a quatre garçons et une fille :
- Julian Winding, né le 12 avril 1984, avec son premier mari Kasper Winding ;
- Killian Marcus Nielsen, né le 15 décembre 1989, avec son ancien fiancé Mark Gastineau (il participe en 2011 à l'émission L'isola dei famosi) ;
- Douglas Aaron, né le 19 avril 1993, avec son quatrième mari Raoul Meyer (il participe en 2019 à l'émission L'isola dei famosi) ;
- Raoul, Jr., né le 21 mai 1995, avec son quatrième mari Raoul Meyer ;
- Frida, née le 22 juin 2018, avec son actuel mari Mattia Dessi.

Dans sa biographie, Brigitte Nielsen a indiqué qu'elle a eu une liaison avec l'acteur Sean Penn lors du festival de Cannes 1991, alors que celui-ci était en couple avec la chanteuse Madonna. En 2005, elle a également eu une liaison avec le rappeur américain Flavor Flav.
L'actrice a aussi reconnu avoir eu recours à la chirurgie esthétique pour augmenter son tour de poitrine. En 2008, elle participe à une émission de télé-réalité allemande, Aus alt mach neu - Brigitte Nielsen in der Promi-Beauty-Klinik, où elle subit diverses opérations.
En octobre 2001, elle échappe de peu à une catastrophe aérienne lors du crash d'un avion à l’aéroport de Milan-Linate, quand un avion McDonnell Douglas MD-87 de la compagnie Scandinavian Airlines (SAS) s'écrase contre un dépôt de bagages après avoir heurté un petit avion privé. L’accident fait au total 118 morts, et aucun survivant. Brigitte Nielsen aurait dû monter dans cet avion, mais avait fait annuler son voyage au dernier moment pour participer à une émission de télévision.
Son ex beau-frère est le réalisateur, producteur et scénariste danois Nicolas Winding Refn.

## Filmographie

### Cinéma
- 1985 : Kalidor de Richard Fleischer : Red Sonja
- 1985 : Rocky 4 de Sylvester Stallone : Ludmilla Vobet Drago
- 1986 : Cobra de George Pan Cosmatos : Ingrid
- 1987 : Le Flic de Beverly Hills 2 de Tony Scott : Karla Fry
- 1988 : Bye Bye Baby de Enrico Oldoini : Lisa
- 1988 : Domino de Ivana Massetti : Domino
- 1991 : 976-EVIL 2: The Astral Factor de Jim Wynorski : Agnes
- 1992 : Police parallèle (Mission of Justice) de Steve Barnett : Rachel Larkin
- 1992 : The Double 0 Kid de Dee McLachlan : Rhonda
- 1993 : Chained Heat : enchaînées de Lloyd A. Simandl : Magda Kassar
- 1995 : L'Implacable de Talun Hsu : Sybil
- 1995 : Galaxis de William Mesa : Ladera
- 1995 : Compelling Evidence de Donald Farmer : Michelle Stone
- 1997 : Snowboard Academy de John Sheppird : Mimi
- 1998 : Paparazzi de Neri Parenti : Gitte
- 1998 : She's Too Tall de Redge Mahaffey : Veronica Lamar
- 1999 : Hostile Environment de David A. Prior : Minna
- 2000 : Doomsdayer de Michael J. Sarna : Elizabeth Gast
- 2008 : The Hustle de Deon Taylor : la femme riche
- 2009 : Alice's Birthday : la capitaine (voix)
- 2009 : The Fish : elle-même
- 2010 : Big Money Rustlas de Paul Andresen : Lady
- 2011 : Ronal le Barbare de Kresten Vestbjerg Andersen : la reine des Amazones (voix originale)
- 2012 : Eldorado de Richard Driscoll : Angel
- 2013 : The Key de Mayk Azzato
- 2014 : Mercenaries de Christopher Ray : Ulrika
- 2017 : Grindhouse Nightmare de Richard Driscoll
- 2018 : Creed 2 de Steven Caple Jr. : Ludmilla Drago
- 2019 : The Experience de Katerina Gorshkov : Ezilda
- 2023 : The Bricklayer de Renny Harlin : Klausen

### Télévision
- 1989 : 2010, on a tué sur la Lune (Murder on the Moon) de Michael Lindsay-Hogg (téléfilm) : Maggie Bartok
- 1992 : Force de frappe (série TV) (Saison 3, épisode 4: Un jour de fête) : Monica Steile
- 1992 : La Caverne de la rose d'or de Lamberto Bava (mini-série) : la Sorcière noire
  - épisode 2 : La Sorcière noire (1992)
  - épisode 3 : La Reine des ténèbres (1993)
  - épisode 4 : L'Empereur du mal (1994)
  - épisode 5 : Le Retour de Fantagaro (1996)
- 2000 : Un posto al sole (série TV) (2 épisodes) : Gitte
- 2009 : Nite Sales: The Series (série TV) (1 épisode) : Mona
- 2011 : SOKO Stuttgart (série TV) (1 épisode) : Gina Wartenberg
- 2014 : Raising Hope (série TV) (1 épisode) : Svetlana
- 2015 : Portlandia[15] (série TV) (1 épisode) : elle-même
- 2022 : The Guardians of Justice (série TV) (6 épisodes) : la reine Anubis

### Productrice
- 1998 : She's Too Tall
- 1999 : Hostile Environment

### Scénariste
- 1998 : She's Too Tall

### Clips musicaux
- 1987 : clip Falco Meets Brigitte Nielsen
- 1988 : clip Every Body Tells A Story
- 1989 : apparition dans le clip Liberian Girl de Michael Jackson.
- 1992 : clip My Girl (My Guy)
- 2000 : clip No More Turning Back
- 2000 : apparition dans le clip Make me bad de Korn.

## Discographie

### Albums
- 1988 : Every Body Tells a Story
- 1992 : I Am The One...Nobody Else
- 2008 : Brigitte Nielsen (Best-of de I Am The One... Nobody Else et Every Body Tells a story)

### Singles
- Body next to Body (avec Falco); 1987
- Every body tells a story; 1987
- Maybe; 1988
- Strange love; 1988
- Siento; 1988
- Rockin' like a radio; 1990
- My girl (My guy); 1991
- How could you let me go?; 1992
- No More Turning Back (sous le pseudonyme de "Gitta"); 2000; produit par Jive; (#1 en Espagne, #1 Eurodance chart)
- Tic Toc (sous le pseudonyme de "Gitta"); 2001; produit par Blanco y Negro
- Gitta vs. Rozalla - Everybody's Turning Back (sous le pseudonyme de "Gitta"); 2001; produit par Blanco y Negro
- RuPaul vs. Gitta - You're No Lady (sous le pseudonyme de "Gitta". Ru Paul); 2002; produit par Do it Yourself; (#1 en Espagne)
- Misery (comme "Gitte Nielsen"), titre inclus dans l'album School of Euphoria (2012) du groupe Spleen United.

## Autres participations

### Télé réalité
- The Salon (2003) (Royaume-Uni) (1 épisode) (invitée spéciale)
- Big Brother VIP (2003) (Danemark) (Participante)
- La Talpa (Celebrity Mole) (2004) (Italie) (10 épisodes) (Participante)
- The Surreal Life 3 (2004) (États-Unis) (11 épisodes)
- Celebrity Big Brother 3 (2005) (Royaume-Uni) (Participante, finaliste)
- Strange Love (2005) (États-Unis) (11 épisodes)
- Flavor Of Love (2006) (États-Unis) (1 épisode) (invitée spéciale)
- The Surreal Life: Fame Games (2007) (États-Unis) (4 épisodes) (Participante)
- Voyage: Killing Brigitte Nielsen (2007) (Royaume-Uni)
- Celebrity Rehab (2008) (États-Unis) (10 épisodes)
- Aus Alt Mach Neu: Brigitte Nielsen In Der Promi-Beauty-Klinik (Old made new: Brigitte Nielsen in the Celebrity-Beauty-Clinic)  (2008) (Allemagne) (4 épisodes)
- Sober House (2009) (États-Unis)
- La Ferme Célébrités (2010) (France) (participante, éliminée)
- Let's Dance 3 (Dancing with the Stars allemand), (2010) (participante, éliminée)
- Ich bin ein Star – Holt mich hier raus! 6 (I'm a Celebrity... Get Me Out of Here ! allemand), (2012) participante, gagnante)
- Ich bin ein Star – Holt mich hier raus! 10 (I'm a Celebrity... Get Me Out of Here ! allemand), (2016) (participante, 6e place)

### Émissions télévisées
- Festival (1987) Coprésentatrice (Italie) (17 épisodes)
- Festival de Sanremo (1992) Coprésentatrice (Italie) (2 épisodes)
- Retromarsh! (1996)  (Italie) (10 épisodes)
- Brigitte & Friends (1997-2000) Présentatrice (Danemark) (10 épisodes)
- La sai l'ultima? (1999) Envoy (Italie) (10 épisodes)
- Hollywood Stories (2000) (épisode Brigitte Nielsen) (États-Unis)
- Brigitte help me change my life (2010) Présentatrice (États-Unis)
- Gitte Talks (2015) Présentatrice (Danemark)
- The Talk (2018-2020),  invitée et coprésentatrice (États-Unis), (36 épisodes)
- Ferro (2020) (documentaire)
- Germany's Next Topmodel (2022) (saison 17- Episode 13: Dream Edition) (invitée spéciale)

## Publication
- (en) Brigitte Nielsen, You Only Get One Life (autobiographie), John Blake Publishing Ltd, 2011, 288 p.  (ISBN 978-1843583424)

## Voix françaises
- Évelyn Séléna dans :
  - Kalidor (1985)
  - La Caverne de la rose d'or (1992-1996)
- Michèle Bardollet dans Rocky 4 (1985)
- Dorothée Jemma dans Cobra (1986)
- Béatrice Delfe dans Le Flic de Beverly Hills 2 (1987)
- Isabelle Leprince dans Raising Hope (2014)